# Trójkąt asymptotyczny

Trójkąt asymptotyczny

Trójkąt asymptotyczny – figura {\displaystyle ABC_{\infty }} utworzona przez dwa promienie równoległe i odcinek łączący ich początki.
Można go interpretować jako trójkąt, którego trzecim (poza początkami półprostych równoległych {\displaystyle AC_{\infty }} i {\displaystyle BC_{\infty }}) wierzchołkiem jest punkt w nieskończoności {\displaystyle C_{\infty }} odpowiadający pękowi promieni równoległych do {\displaystyle AC_{\infty }} i {\displaystyle BC_{\infty }.}
Boki {\displaystyle AC_{\infty }} i {\displaystyle BC_{\infty }} nazywamy bokami równoległymi trójkąta asymptotycznego, a bok {\displaystyle AB} – bokiem skończonym. Boki równoległe trójkąta asymptotycznego są półprostymi, czyli można powiedzieć, że ich długość jest nieskończona. Trzeci bok jest odcinkiem o skończonej długości. Stąd jego nazwa.

Trójkąt asymptotyczny w modelu Poincarégo geometrii hiperbolicznej

Z twierdzenia Bolyai wynika, że kąt trójkąta asymptotycznego {\displaystyle ABC_{\infty }} w wierzchołku {\displaystyle C_{\infty }} jest równy zero. Jeśli jeden z pozostałych kątów jest prosty, to taki trójkąt nazywamy trójkątem asymptotycznym prostokątnym. Drugi z pozostałych kątów jest wtedy ostry i nazywany jest kątem równoległości lub kątem Łobaczewskiego.

## Własności
- Jeśli w trójkątach asymptotycznych {\displaystyle ABC_{\infty }} i {\displaystyle DEF_{\infty }} spełnione są równości {\displaystyle |AB|=|DE|} i {\displaystyle \sphericalangle ABC_{\infty }=\sphericalangle DEF_{\infty },} to {\displaystyle \sphericalangle BAC_{\infty }=\sphericalangle EDF_{\infty }}[b][2]
- Jeśli w trójkątach asymptotycznych {\displaystyle ABC_{\infty }} i {\displaystyle DEF_{\infty }} spełnione są równości {\displaystyle \sphericalangle ABC_{\infty }=\sphericalangle DEF_{\infty }} i {\displaystyle \sphericalangle BAC_{\infty }=\sphericalangle EDF_{\infty },} to {\displaystyle |AB|=|DE|}[3].
- Suma kątów dodatnich trójkąta asymptotycznego jest mniejsza od 180°.
- Trójkąt asymptotyczny określają dwa jego dodatnie kąty[3].
- Dwa trójkąty asymptotyczne prostokątne[c] mają ten sam kąt ostry wtedy i tylko wtedy, gdy ich boki skończone są równe. Wynika stąd, że istnieje wzajemnie jednoznaczne przyporządkowanie {\displaystyle \Pi (x)} bokom skończonym trójkąta asymptotycznego kątów równoległości, gdzie x jest długością boku skończonego[d].
- Trójkąt asymptotyczny ma pole skończone[4].

## Zastosowanie graficzne

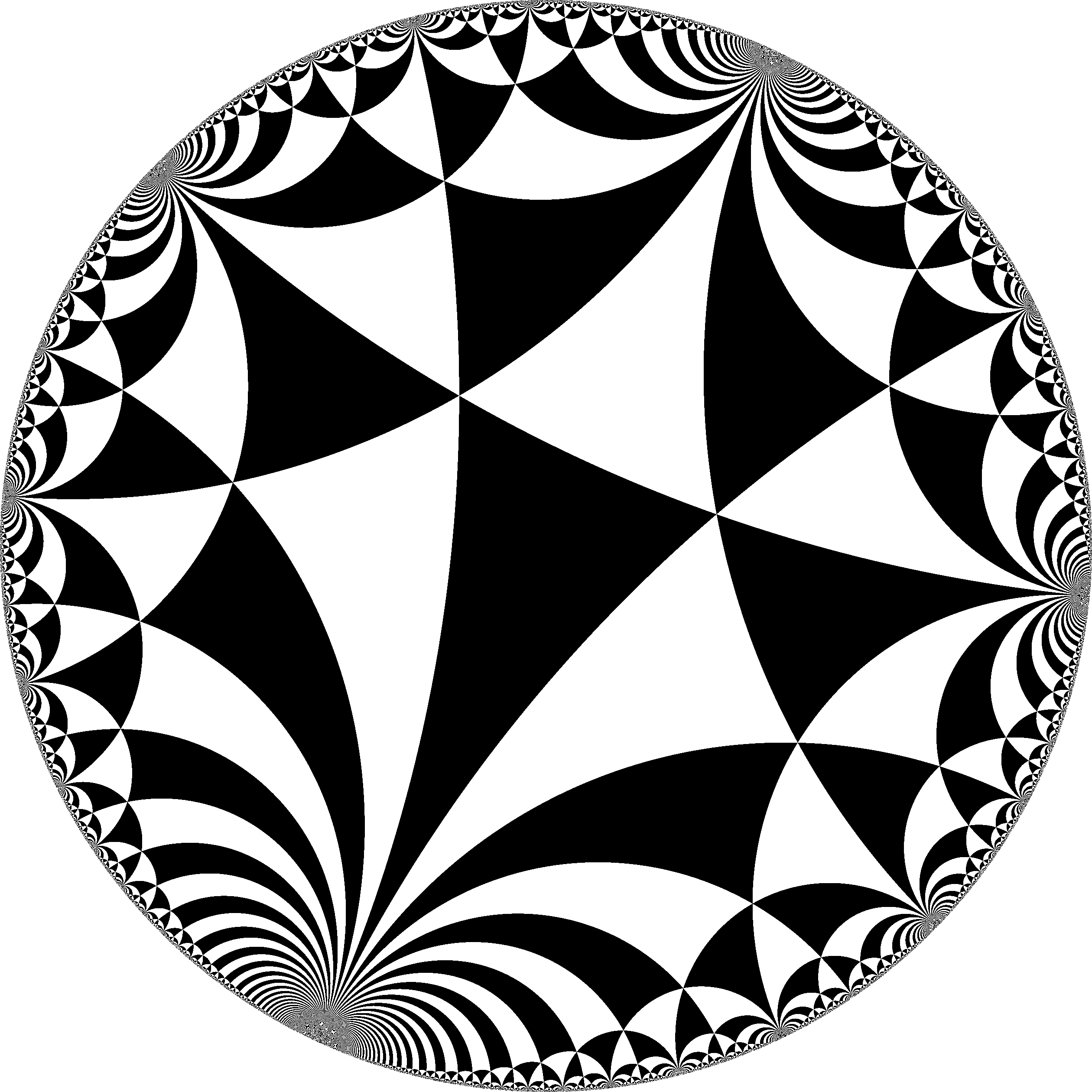
Parkietaż koła zrealizowany za pomocą trójkątów asymptotycznych w modelu konforemnym geometrii hiperbolicznej

W tak zwanym modelu konforemnym geometrii hiperbolicznej punktami są punkty wnętrza koła, a proste są łukami okręgów prostopadłych do brzegu tego koła. Punkty brzegu koła są punktami w nieskończoności geometrii hiperbolicznej. Na ilustracji wszystkie elementy parkietażu koła są trójkątami asymptotycznymi, bo jeden z ich wierzchołków leży na okręgu ograniczającym koło. Na rysunku widać, dlaczego kąt przy wierzchołku w nieskończoności trójkąta asymptotycznego jest kątem zerowym. Oba łuki są prostopadłe do brzegu koła w tym samym punkcie, czyli są styczne do siebie. Podobne parkietaże były motywami grafik Mauritsa Eschera. Grafiki oparte na motywach geometrii hiperbolicznej rozpoznać można po tym, że elementy maleją wraz ze zbliżaniem się do brzegu koła.